# Max Maciel
Max Maciel Cavalcanti (Ceilândia, 1 de dezembro de 1982) é um pedagogo, ativista social e político brasileiro. Atualmente é deputado distrital pelo PSOL.

## Biografia
Nascido em Ceilândia e filho de nordestinos que migraram para o Distrito Federal, Max Maciel é formado em pedagogia e especializado em gestão de políticas públicas de gênero e raça pela Universidade de Brasília (UnB).
Foi membro do Conselho Nacional da Juventude e contribuiu na criação da Política Integral da Saúde dos Adolescentes e Jovens do Ministério da Saúde.
É ativista e empreendedor social, idealizador do programa Jovem de Expressão, que promove cursos e eventos culturais na periferia, além de apoiar cursinhos populares voltados ao acesso à Universidade de Brasília (UnB).
Foi candidato a deputado distrital em 2018, recebendo 8.515 votos e ficando como suplente.
Nas eleições de 2022, foi eleito com 35.758 votos para deputado distrital, sendo o terceiro mais votado.